# Mythimna sicula
Mythimna sicula là một loài bướm đêm thuộc họ Noctuidae. Nó được tìm thấy ở Maroc tới Libya, miền trung và miền nam châu Âu, Thổ Nhĩ Kỳ, Israel, Iran và Turkmenistan.
Con trưởng thành bay quanh năm. Có nhiều lứa trong năm.
Ấu trùng ăn các loài Gramineae khác nhau.